# Dragany
Dragany – wieś w Polsce położona w województwie lubelskim, w powiecie lubelskim, w gminie Wysokie.
| SIMC    | Nazwa      | Rodzaj    |
| ------- | ---------- | --------- |
| 0905422 | Stary Dwór | część wsi |

W latach 1975–1998 miejscowość administracyjnie należała do województwa zamojskiego.
Wieś stanowi sołectwo gminy Wysokie. Według Narodowego Spisu Powszechnego z roku 2011 wieś liczyła 591 mieszkańców.